# Biechów (Głogów)
Biechów (niem. Oderhorst, wcześniej Beichau) – dawna wieś, obecnie niezamieszkana (opuszczona) część Głogowa, w województwie dolnośląskim, w powiecie głogowskim. 
28 stycznia 1989 w całości (140,70 ha) włączony do Głogowa
Biechów leży w bezpośrednim sąsiedztwie Huty Miedzi Głogów. Zdegradowanie środowiska naturalnego przez hutę zmusiło mieszkańców wioski do jej opuszczenia. Biechów został całkowicie opuszczony w roku 2003.